# Paizay-le-Tort
Paizay-le-Tort és un municipi francès situat al departament de Deux-Sèvres i a la regió de la Nova Aquitània. L'any 2007 tenia 466 habitants.

## Demografia

### Població
El 2007 la població de fet de Paizay-le-Tort era de 466 persones. Hi havia 168 famílies de les quals 40 eren unipersonals (28 homes vivint sols i 12 dones vivint soles), 56 parelles sense fills i 72 parelles amb fills.
La població ha evolucionat segons el següent gràfic:
Habitants censats

### Habitatges
El 2007 hi havia 212 habitatges, 177 eren l'habitatge principal de la família, 18 eren segones residències i 17 estaven desocupats. 205 eren cases i 3 eren apartaments. Dels 177 habitatges principals, 142 estaven ocupats pels seus propietaris, 31 estaven llogats i ocupats pels llogaters i 5 estaven cedits a títol gratuït; 1 tenia una cambra, 6 en tenien dues, 17 en tenien tres, 41 en tenien quatre i 113 en tenien cinc o més. 147 habitatges disposaven pel capbaix d'una plaça de pàrquing. A 63 habitatges hi havia un automòbil i a 105 n'hi havia dos o més.

### Piràmide de població
La piràmide de població per edats i sexe el 2009 era:
| Homes | Edats   | Dones |
| ----- | ------- | ----- |
| 0     | 95 o +  | 0     |
| 4     | 90 a 94 | 0     |
| 0     | 85 a 89 | 4     |
| 8     | 80 a 84 | 0     |
| 8     | 75 a 79 | 12    |
| 12    | 70 a 74 | 20    |
| 8     | 65 a 69 | 12    |
| 8     | 60 a 64 | 8     |
| 0     | 55 a 59 | 8     |
| 32    | 50 a 54 | 12    |
| 8     | 45 a 49 | 8     |
| 36    | 40 a 44 | 20    |
| 12    | 35 a 39 | 12    |
| 16    | 30 a 34 | 12    |
| 28    | 25 a 29 | 12    |
| 0     | 20 a 24 | 8     |
| 12    | 15 a 19 | 28    |
| 4     | 10 a 14 | 12    |
| 20    | 5 a 9   | 24    |
| 4     | 0 a 4   | 24    |

## Economia
El 2007 la població en edat de treballar era de 297 persones, 200 eren actives i 97 eren inactives. De les 200 persones actives 190 estaven ocupades (112 homes i 78 dones) i 10 estaven aturades (2 homes i 8 dones). De les 97 persones inactives 33 estaven jubilades, 21 estaven estudiant i 43 estaven classificades com a «altres inactius».

### Ingressos
El 2009 a Paizay-le-Tort hi havia 181 unitats fiscals que integraven 485,5 persones, la mediana anual d'ingressos fiscals per persona era de 15.898 €.

### Activitats econòmiques
Dels 14 establiments que hi havia el 2007, 2 eren d'empreses extractives, 6 d'empreses de construcció, 1 d'una empresa de comerç i reparació d'automòbils, 1 d'una empresa de transport i 4 d'empreses immobiliàries.
Dels 9 establiments de servei als particulars que hi havia el 2009, 1 era un taller de reparació d'automòbils i de material agrícola, 2 paletes, 1 fusteria, 1 electricista i 4 agències immobiliàries.
L'any 2000 a Paizay-le-Tort hi havia 16 explotacions agrícoles que ocupaven un total de 1.050 hectàrees.

## Equipaments sanitaris i escolars
El 2009 hi havia una escola maternal integrada dins d'un grup escolar amb les comunes properes formant una escola dispersa.

## Poblacions més properes
El següent diagrama mostra les poblacions més properes.